# 汉斯-约阿希姆·普尔斯
汉斯-约阿希姆·普尔斯（德語：Hans-Joachim Puls，20世纪—），德国男子赛艇运动员。他曾代表东德参加1970年世界赛艇锦标赛，获得男子八人单桨有舵手金牌。他也在1971年欧洲赛艇锦标赛上获得一枚银牌。